# Cimetière militaire de Kemmel Numero 1 French
Le cimetière militaire Kemmel Numero 1 French ou Kemmel No. 1 French Cemetery est un cimetière de la Commonwealth War Graves Commission dédié aux soldats morts durant la Première Guerre mondiale, situé à Kemmel, dans le Heuvelland, dans le saillant d'Ypres sur le front occidental. Il doit son nom à sa redécouverte par des soldats français.

## Description
Le cimetière a la particularité d'avoir des origines inconnues. Il a été découvert par les Français après l'Armistice et contenait de nombreux corps non identifiés de soldats allemands, français et britanniques. Malgré le nom du cimetière, les tombes françaises ont été transférées à Ossuaire Kemmelberg et le grand cimetière français de Potyze, laissant les tombes du Commonwealth et de l'Allemagne.
Le cimetière a été agrandi en concentrant des tombes de champ de bataille à proximité. Il se trouvait également une plus forte concentration de tombes allemandes trouvées dans les anciens champs de bataille par les Belges. Le cimetière a été conçu par Sir Edwin Lutyens.
Le terrain du cimetière a été attribué au Royaume-Uni à perpétuité par le roi Albert Ier de Belgique en reconnaissance des sacrifices consentis par l'Empire britannique dans la défense et la libération de la Belgique pendant la guerre
Le cimetière militaire Klein Vierstraat, également cimetière de la Première Guerre mondiale attribué au Royaume-Uni, est situé à environ 50 m à l'ouest.